# Halegatos
El Club Deportivo Elemental Halegatos es un equipo de natación, aguas abiertas y saltos de trampolín máster de Madrid cuyo principal objetivo es la normalización del colectivo LGTBI en el deporte.

## Historia
En 1999, un grupo de personas interesadas en la práctica y promoción del deporte, tanto homosexuales como heterosexuales, fundaron Halegatos como un proyecto positivo e integrador dirigido a personas aficionadas a la natación, un espacio adecuado en el que ubicarse dentro del entorno LGTB. A continuación el Club Deportivo Elemental Halegatos Madrid se constituyó de manera formal en 2001.
Halegatos forma parte de la Federación Madrileña de Natación (FMN), la Real Federación Española de Natación (RFEN), la Agrupación Deportiva Ibérica LGTBI+ (ADI), la asociación Deporte y Diversidad y la Federación Europea del Deporte Gay y Lésbico (EGLSF). A través de la práctica del deporte, Halegatos pretende contribuir a la visibilidad del colectivo LGTBI+ en la competición deportiva, facilitando la normalización de homosexuales, lesbianas, bisexuales, transexuales, transgéneros, intersexuales y otros colectivos infrarrepresentados por razón de su identidad de género u orientación sexual. 
Hoy en día el club tiene secciones de natación, aguas abiertas (travesías) y saltos de trampolín máster. Si bien el club surgió como una iniciativa positiva e integradora para el colectivo LGTBI (Lesbianas, Gais, Transexuales, Bisexuales e Intersexuales) que buscaba un espacio adecuado para practicar la natación, en la actualidad Halegatos es un club que no solo organiza entrenamientos sino también participa en competiciones de ámbito regional, nacional e internacional.
Otro de sus objetivos es constituirse como una alternativa más para el encuentro social. Además de la mera práctica deportiva, en el club se organizan otras actividades como fiestas, visitas a museos y exposiciones, teatro, etc.

## Sungames y LAT41
El año 2003 Halegatos organizó la primera edición de los Juegos del Sol (también conocidos como Sungames), una competición internacional dirigida a la comunidad homosexual y transexual, pero abierta a otros colectivos, coincidiendo con las celebraciones del Orgullo Gay. En 2004 los II Juegos del Sol fueron organizados con el apoyo de la Comunidad de Madrid, el Ayuntamiento y la candidatura olímpica Madrid 2012, y participaron un total de 393 deportistas de 13 países, varios países de Europa, Canadá, Estados Unidos y Australia en competiciones de fútbol, baloncesto, voleibol, natación y tenis. En el año 2006 el número de participantes superó los 700 deportistas, cifra que el club esperaba superar en 2007, al coincidir la competición con la celebración del EuroPride, el Orgullo Gay Europeo, en Madrid. En anteriores ediciones los Juegos del Sol tuvieron como padrinos a la actriz transexual Carla Antonelli, la escritora Elvira Lindo y al político y activista del movimiento LGTB Pedro Zerolo. En apoyo a los Eurogames de 2008 en Barcelona, Halegatos no celebró los Juegos del Sol.
En el año 2006 hubo una escisión de la sección de tenis del club, contraria al planteamiento político y activista de los Juegos del Sol y a su coincidencia con la celebración del Orgullo Gay, que dio lugar a «Madpoint», un club de tenis para gais, lesbianas y simpatizantes.
A partir de 2012, Halegatos volvió a organizar una competición internacional, junto con el Gruppo Pesce Roma: LAT41. Es un torneo internacional de natación que surge de una iniciativa conjunta entre Halegatos y el club italiano Gruppo Pesce Roma, para unificar la celebración de los antiguos Sun Games (Juegos del Sol) y el AquaRome. De esta forma, se creó un evento anual con dos sedes, alternando cada año entre Madrid y Roma. La quinta edición del LAT41 se organizó en Madrid en octubre de 2016 y la sexta edición tuvo lugar en Roma en octubre de 2017.